# Flavia (album)
Flavia è il primo album discografico della cantante italiana Flavia Fortunato, pubblicato nel 1984 dalla Five Record.

## Tracce

### Lato A
1. Capitano – 3:20
2. Vento nel cuore – 3:20
3. Notte carbone – 3:45
4. Due frasi – 3:21

### Lato B
1. Senza di lei – 4:02
2. Cercarti – 3:40
3. Non fermarti mai – 3:45
4. Ninna nanna – 2:32

## Formazione
- Flavia Fortunato – voce
- Bob Masala – basso, programmazione, pianoforte
- Giancarlo Aru – percussioni
- Massimiliano Di Carlo – chitarra
- Claudio Balestra, Giancarlo Di Mauro – cori